# Радовель (Ленинградская область)
Радовель (эст. Radoveli) — деревня в Загривском сельском поселении Сланцевского района Ленинградской области.

## История
Деревня Радовели упоминается на карте Санкт-Петербургской губернии Ф. Ф. Шуберта 1834 года.

РАДОВЕЛЬ — деревня принадлежит ведомству Павловского городового правления, число жителей по ревизии: 43 м. п., 62 ж. п. (1838 год)

Как деревня Радовели, она отмечена на карте профессора С. С. Куторги 1852 года.

РАДОВЕЛЬ — деревня Павловского городового правления, по просёлочной дороге, число дворов — 16, число душ — 54 м. п. (1856 год)

РАДОВЕЛЬ — деревня Павловского городового правления при колодце, число дворов — 13, число жителей: 61 м. п., 69 ж. п. (1862 год) 

В XIX веке деревня административно относилась к 1-му стану, в начале XX века к Добручинской волости 1-го земского участка 4-го стана Гдовского уезда Санкт-Петербургской губернии.
Согласно Памятной книжке Санкт-Петербургской губернии 1905 года, деревня Радовель входила в Кондушинское-Первое сельское общество, 439 десятин земли при деревне, принадлежали местным крестьянам Александру, Ивану и Михаилу Абрамовым.

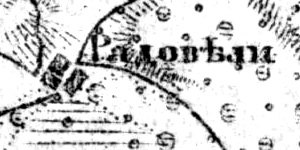
Деревня Радовель на карте 1919 года

Согласно карте Петроградской и Эстляндской губерний 1919 года деревня называлась Радовели.
С 1917 по 1920 год деревня входила в состав Скарятинской волости Гдовского уезда.
С 1920 года, в составе Эстонской республики.
С 1940 года, в составе Эстонской ССР.
С 1944 года, в составе Загривского сельсовета Сланцевского района Ленинградской области.
С 1963 года, в составе Кингисеппского района.
По состоянию на 1 августа 1965 года деревня Радовель входила в состав Загривского сельсовета Кингисеппского района. С ноября 1965 года, вновь в составе Сланцевского района.
По данным 1973 и 1990 годов деревня Радовель входила в состав Загривского сельсовета Сланцевского района.
В 1997 году в деревне Радовель Загривской волости проживали 8 человек, в 2002 году — 16 человек (русские — 81 %).
В 2007 году в деревне Радовель Загривского СП проживали 18 человек, в 2010 году — 42.

## География
Деревня расположена в западной части района близ автодороги 41К-164 (Сланцы — Втроя).
Расстояние до административного центра поселения — 3 км.
Расстояние до железнодорожной платформы Сланцы — 23 км.
Деревня находится на правом берегу реки Кашучка.

## Демография
| 1862 | 2007 | 2010 | 2017 |
| ---- | ---- | ---- | ---- |
| 130  | ↘18  | ↗42  | ↘28  |